# Jean Rafa
Pour les articles homonymes, voir Rafa.
Jean Rafa, de son vrai nom Jean Raphaël Febbrari, est un chanteur, compositeur et fantaisiste né à Paris le 21 mai 1910 et mort à Longueuil (Canada) le 22 octobre 1998.

## Biographie
Jean Rafa, après avoir fait mille métiers, participe à plusieurs concours de chants amateurs à Paris. Il gagne celui de Radio-Cité en 1934. 
En mai 1946 a lieu la première de l'émission Swing contre Musette à Radio-Luxembourg (Paris) qui était une idée de Jean Rafa. Ce fut un grand succès. Émile Prud'homme, Émile Carrara et Jo Privat représentent la partie musette tandis que Gus Viseur, Tony Murena et Freddy Balta défendent le swing. Joan Daniele est Madamoiselle Swing et Jean Rafa, Monsieur Musette. Les engagements se multiplient et une longue relation commence entre Jean Rafa et le musicien Émile Prud'homme.
En 1946, il écrit pour Bourvil, nouvelle vedette française à l'époque, les paroles de la chanson Pour sûr, qu'est-ce que tu dis ? dont la musique est de Émile Prud'homme. Cette chanson deviendra la chanson du film Pas si bête. En 1947, pour Bourvil, il écrit les paroles de la chanson Ah ! l'éloquence. En 1948, il rencontre à Paris Yvon Robert, le journaliste montréalais Maurice Desjardins et Jean Clément qui lui parlent avec passion de Montréal. Grâce à une confirmation de contrat avec le propriétaire du cabaret montréalais Au faisan doré, il part pour Montréal avec Émile Prud'homme en décembre 1948.
En janvier 1949, il écrit les paroles de la chanson Les Nuits de Montréal inspirée par l'effervescence du milieu des cabarets montréalais. Cette chanson dont la musique a été créée par Émile Prud'homme, a été interprétée et enregistrée par Jacques Normand dès 1949. Ce dernier connut un grand succès au Québec avec cette chanson. Les Nuits de Montréal deviendra la chanson emblématique de cette grande période (1945-1960) des cabarets montréalais.
Il fréquente pendant plusieurs années les artistes du milieu des cabarets montréalais (Gilles Pellerin, Jacques Normand, Roger Baulu, Denis Drouin, etc) ou de passage à Montréal (Charles Trenet, Charles Aznavour, Bourvil) avant d'œuvrer avec succès dans le monde du spectacle, de la radio et de la télévision.
En fin de carrière, Jean Rafa devient ambassadeur de la pétanque au Québec. Il écrit un livre sur le sujet en 1969.

## Source
- Pierre Day, Jean Rafa, de Paris aux nuits de Montréal, Les Éditions Logiques, 1997.